# De Bornholmske Jernbaner
De Bornholmske Jernbaner (DBJ) med en samlet længde på 90,9 km var en sammenslutning pr. 1. april 1934 af de tre bornholmske jernbaneselskaber, som fra starten havde haft fælles drift og fra 1920 fælles bestyrelsesformand.
Bornholms Jernbanemuseum i Nexø har udstilling om De Bornholmske Jernbaner.

## Selskaber og strækninger
Rønne-Nexø Jernbane (RNJ):
- Nexøbanen Rønne H-Nexø 13. december 1900 – 28. september 1968, længde 36,6 km
- Aakirkeby-Almindingen 31. maj 1901 – 18. august 1952, længde 5,1 km

Rønne-Allinge Jernbane (RAJ):
- Allingebanen Rønne Nord-Allinge-Sandvig 6. maj 1913 – 15. september 1953, længde 31,0 km inkl. Allinge Havnebanes 1,3 km

Alminding-Gudhjem Jernbane (AGJ):
- Gudhjembanen Almindingen-Gudhjem 27. juni 1916 – 18. august 1952, længde 18,2 km

De bornholmske jernbaner var alle anlagt som smalsporede (sporvidde 1.000 mm) og blev aldrig omlagt til normalspor. Det var ikke relevant at sejle godsvogne til og fra Bornholm, og der var den fordel, at man kunne overtage materiel fra andre smalsporsbaner, der blev omlagt til normalspor, f.eks. Skagensbanen i 1925. Da de sidste amtsbaner i Sønderjylland blev nedlagt i 1939, var de bornholmske baner de eneste tilbageværende i Danmark med smalspor.

### Skrinlagte jernbaneprojekter
Jernbaneloven fra 1918 indeholdt to jernbaner på Bornholm, som ikke blev anlagt:
- Nexø-Østermarie med mulighed for mellemstationer i Nørremark, Årsdale, Svaneke, Listed og Bølshavn.[1]
- Gudhjem-Rø.[2]

Sammen med Gudhjembanen og Allingebanen ville disse to strækninger have givet en sammenhængende bane langs Bornholms øst- og nordøstkyst mellem Nexø og Sandvig. Jernbanekommissionen fra 1923, som skulle vurdere 1918-lovens projekter, frarådede dog at anlægge disse baner.

## Driften
Anlægsarbejdet på Nexøbanen begyndte i 1899 under ledelse af ingeniør Joachim Fagerlund, der blev banens første driftsbestyrer indtil 1929. Han supplerede banernes arkitekter ved at tegne enkelte stationer, en stribe "formandshuse" med venteværelse og ekspedition og forskellige mindre bygninger og inventar.
I 1930'erne transporterede de tre selskaber tilsammen 100.000 passagerer årligt. Men konkurrencen fra bilerne førte også på Bornholm til, at banernes resultater blev stadig dårligere. Nexøbanen overlevede efter at de to andre baner var nedlagt i starten af 1950'erne, men i midten af 1960'erne var skinnebusmateriellet ved at være nedslidt. I 1965 afløste Helge Vejrup banens mangeårige direktør C. Milner. Vejrup var udlånt af DSB og overtog ledelsen af DSB's rutebildrift på Bornholm i 1968. På en generalforsamling i februar 1968 blev det besluttet, at banedriften skulle ophøre samme år.
Sidste ordinære tog på den sidste bornholmske jernbane kørte fra Rønne til Nexø 28. september 1968 og returnerede som særtog fra Nexø kl 0.15.